# Agriocnemis carmelita
Agriocnemis carmelita – gatunek ważki z rodziny łątkowatych (Coenagrionidae).